# Chiesa di San Martino a Mensola
La chiesa di San Martino a Mensola è un luogo di culto cattolico che si trova nell'omonima via nella zona nord-est di Firenze, al confine con il comune di Fiesole.

## Storia
In epoca antichissima era qui sorto un oratorio dedicato a San Martino, ricostruito da Sant'Andrea di Scozia nell'816. Dall'XI secolo ne ebbero il patronato i monaci della Badia fiorentina che provvidero alla ristrutturazione dell'edificio fra il 1451 ed il 1472 in forme brunelleschiane, forse su disegno di Giusto d'Antonio.
Ebbe il patronato degli Zati, dei Gherardi, dei Betti, che l'arricchirono di opere d'arte.
L'11 maggio 1784 in virtù del breve Exponi Nobis di papa Pio VI fu ceduta dall'arcidiocesi di Firenze alla diocesi di Fiesole.
La chiesa è stata completamente consolidata e restaurata nell'anno 1995 dal professor architetto Massimo Ricci che ha dovuto riprogettare anche tutto lo spazio interno e tutti gli altari, compresa la distribuzione e dislocazione delle opere d'arte nel catino absidale che era stato modificato dall'intervento precedente dell'architetto Sampaolesi. In particolare sono stati ricostruiti e reintegrati tutti gli altari, compreso quello principale e spostata contro la parete tergale l'importante pala trecentesca che è stata ricollocata sulle mensole originali. Inoltre è stata completamente ritrovata la chiesa del IX secolo (cripta) sulla quale è stata costruita l'attuale chiesa del XIV secolo.

## Descrizione
La facciata della chiesa è preceduta da un portico a tre campate coperte con volte a crociera con tre arcate a tutto sesto poggianti su colonne tuscaniche sulla parte anteriore.
L'interno della chiesa è a tre navate coperte con soffitto a travi a vista e divise da due file di archi a tutto sesto poggianti su colonne ioniche. In fondo alla navata centrale, si trova l'abside, a pianta quadrangolare, coperta con volta a vela. 
Presso l'ingresso si trovano due altari laterali: in quello di destra è una pala attribuita a Cosimo Rosselli, mentre a quello di sinistra si trova la Madonna col Bambino e santi di Neri di Bicci.
Sotto l'altar maggiore è posta l'arca di sant'Andrea di Scozia, commissionata nel 1389 da Leonardo di Jacopo di Buonafede, ornata sul fronte da tavolette dipinte con le Storie della vita del Santo, di un autore non identificato ma vicino ad Agnolo Gaddi. 
Sulla parete di fondo del presbiterio è il polittico con la Madonna col Bambino e santi eseguita nel 1391 dal Maestro di San Martino a Mensola, riconosciuto ipoteticamente in Francesco di Michele. Il polittico venne riquadrato aggiungendovi le quattro figure di Abramo, David, Noè e Mosè dipinte da Cosimo Rosselli. 
In fondo alla navata destra, all'altare è la tavola con la Madonna col Bambino e due sante di Taddeo Gaddi (1350). A quello di sinistra vi è l'Annunciazione, attribuita a Zanobi Machiavelli.
Nella cripta, ritrovata e sistemata nel 1995, è stato collocato presso l'altare il busto reliquiario di Sant'Andrea di Scozia, coevo all'arca e recante anch'esso lo stemma Buonafede.
Sulla cantoria in controfacciata si trova l'organo a canne, unico strumento costruito ex novo da Pietro Agati che compì l'opera nel 1803. Integro nelle sue caratteristiche foniche originarie, dispone di 8 registri, e la sua consolle ha un'unica tastiera e pedaliera a leggio.

## Altre immagini

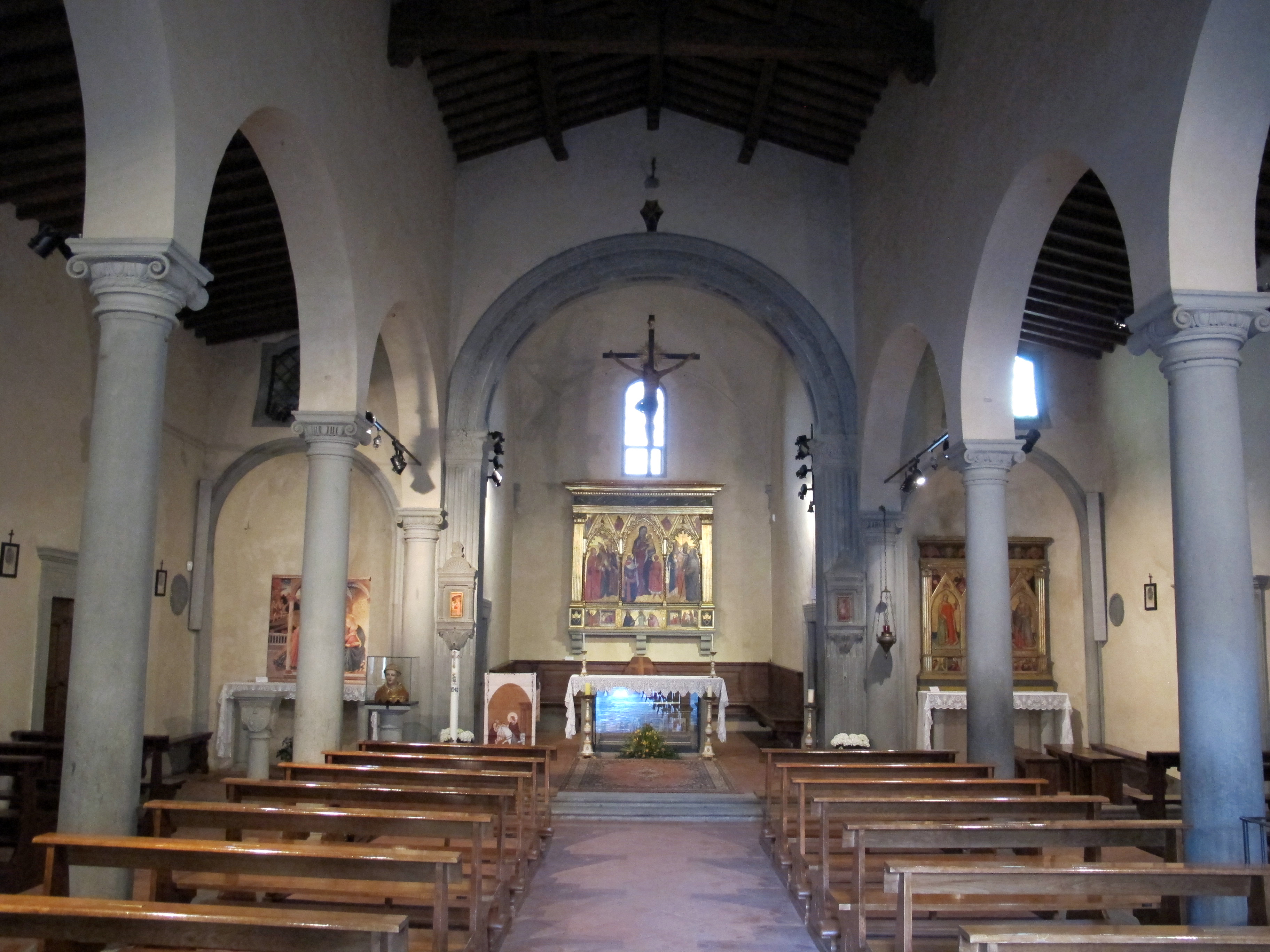
Interno
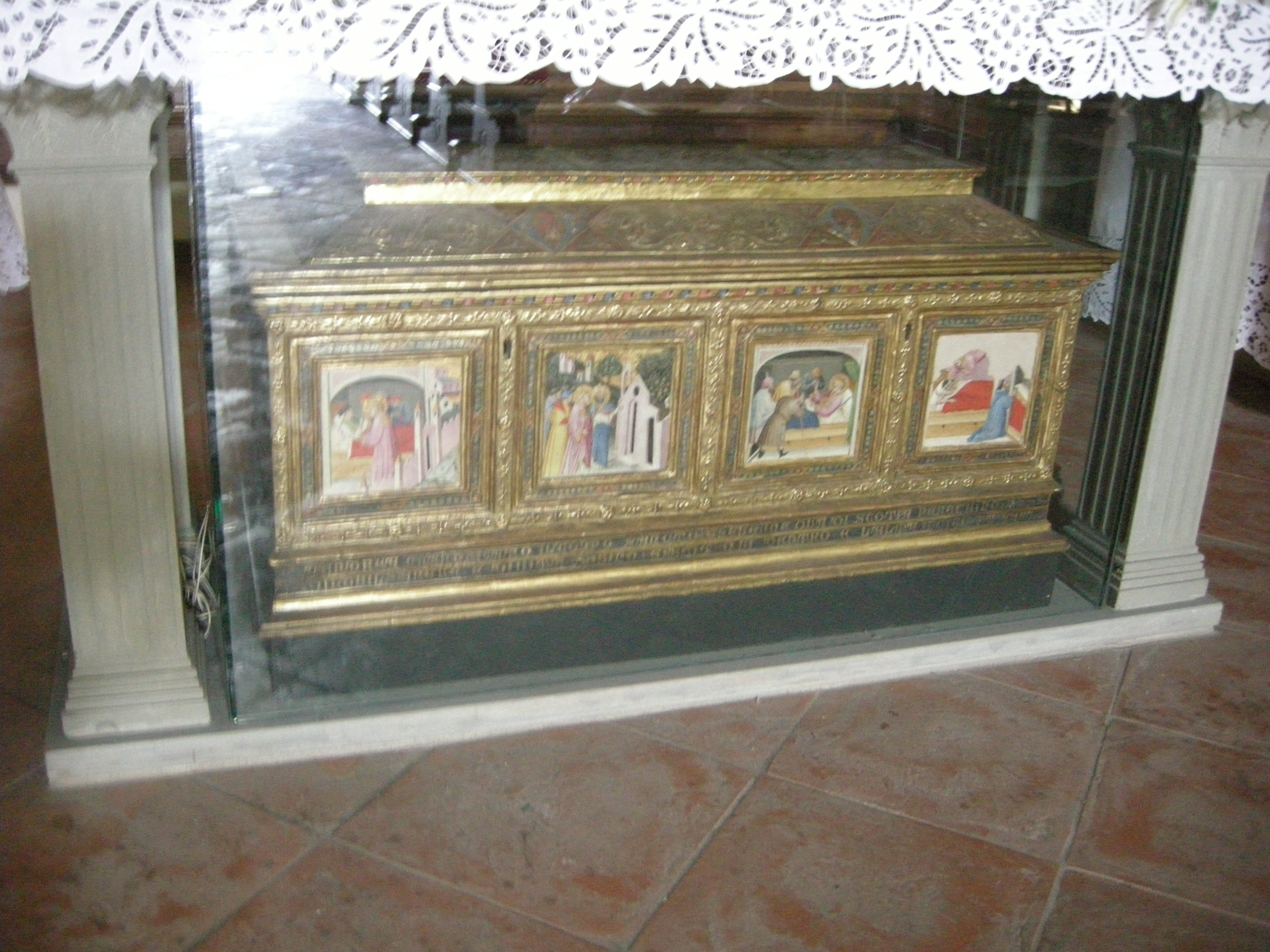
Il sarcofago di Sant'Andrea di Scozia
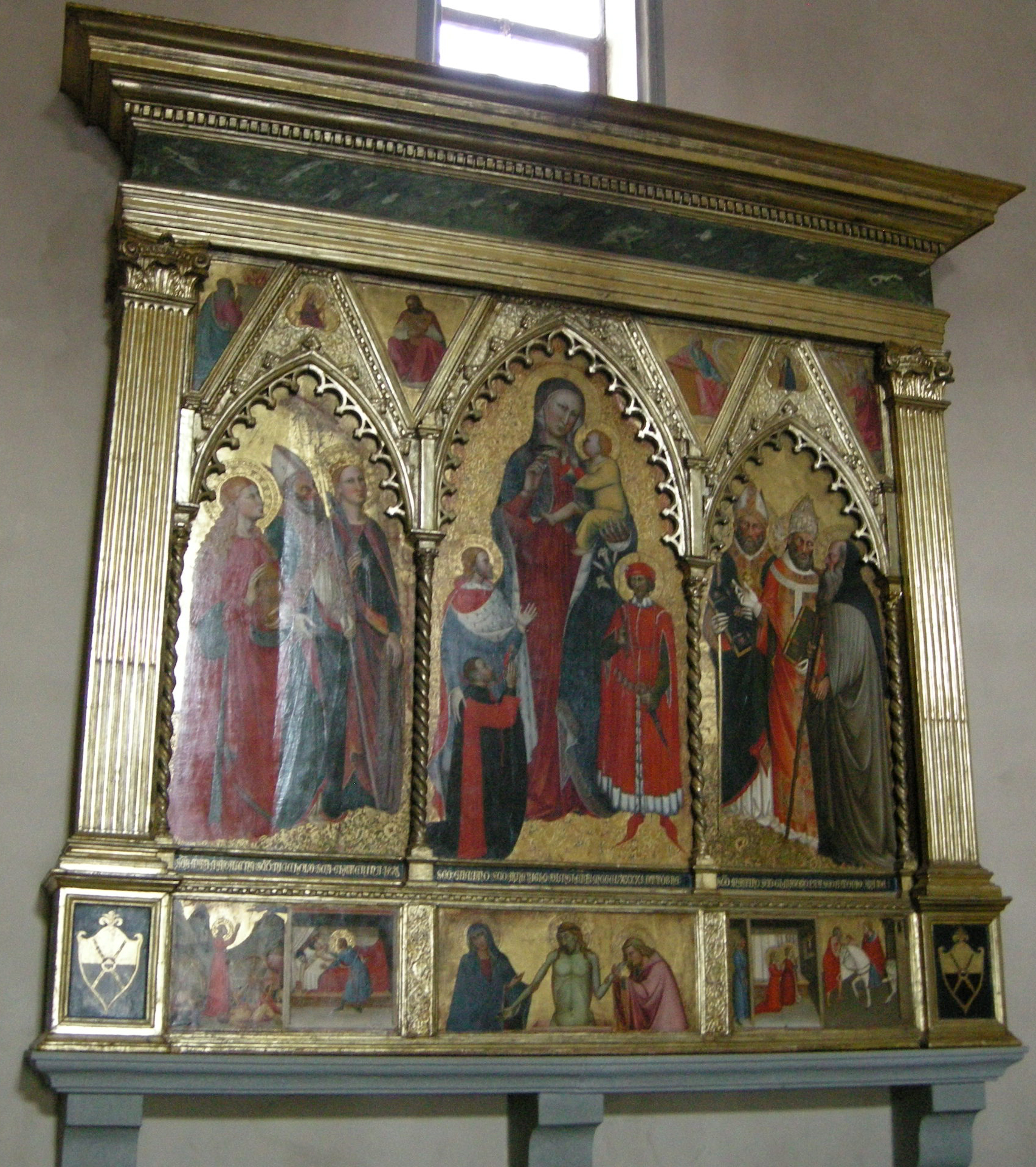
Madonna col Bambino e santi del Maestro di San Martino a Mensola (1391)
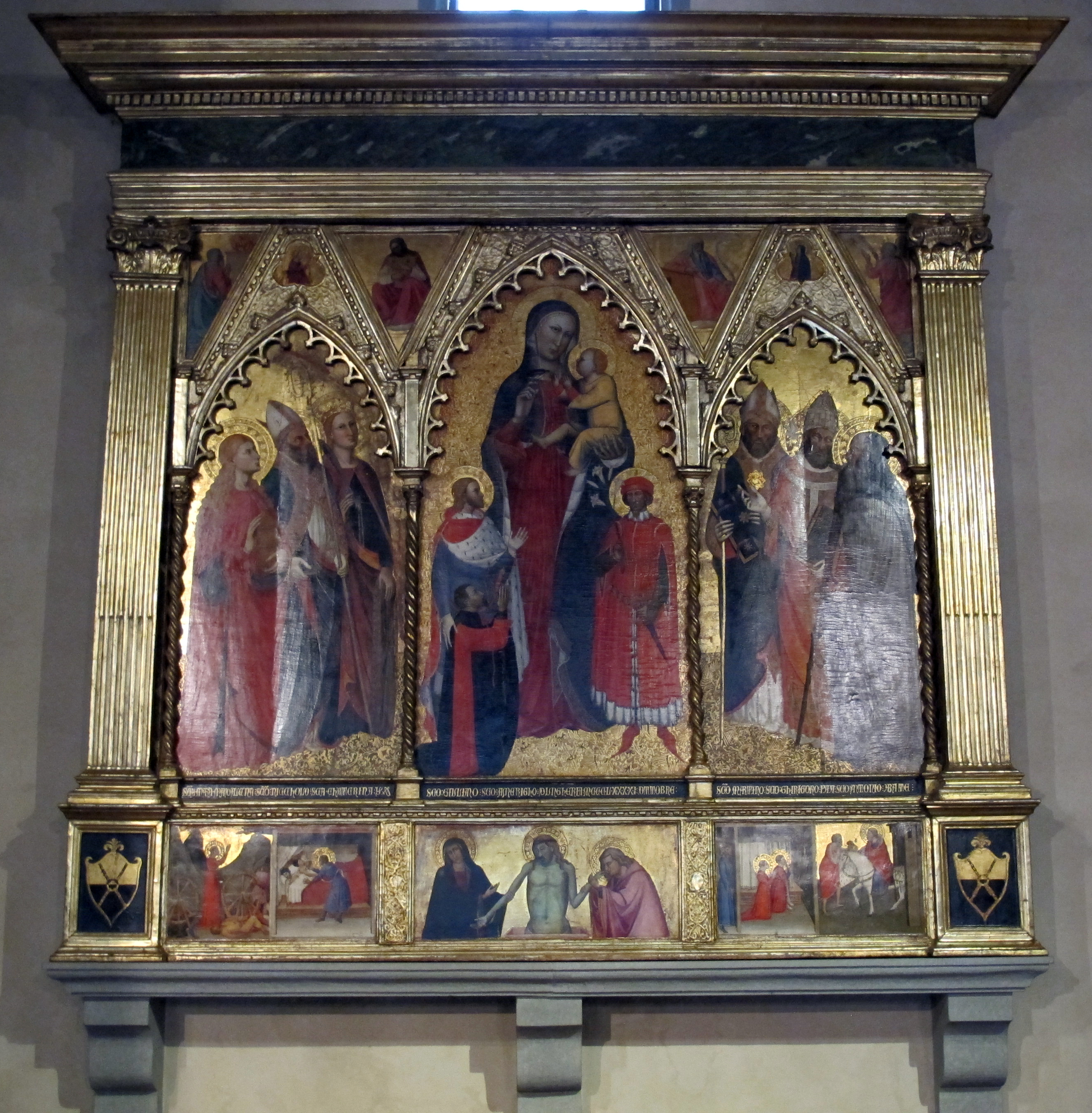
Madonna col Bambino e due sante di Taddeo Gaddi (1350)
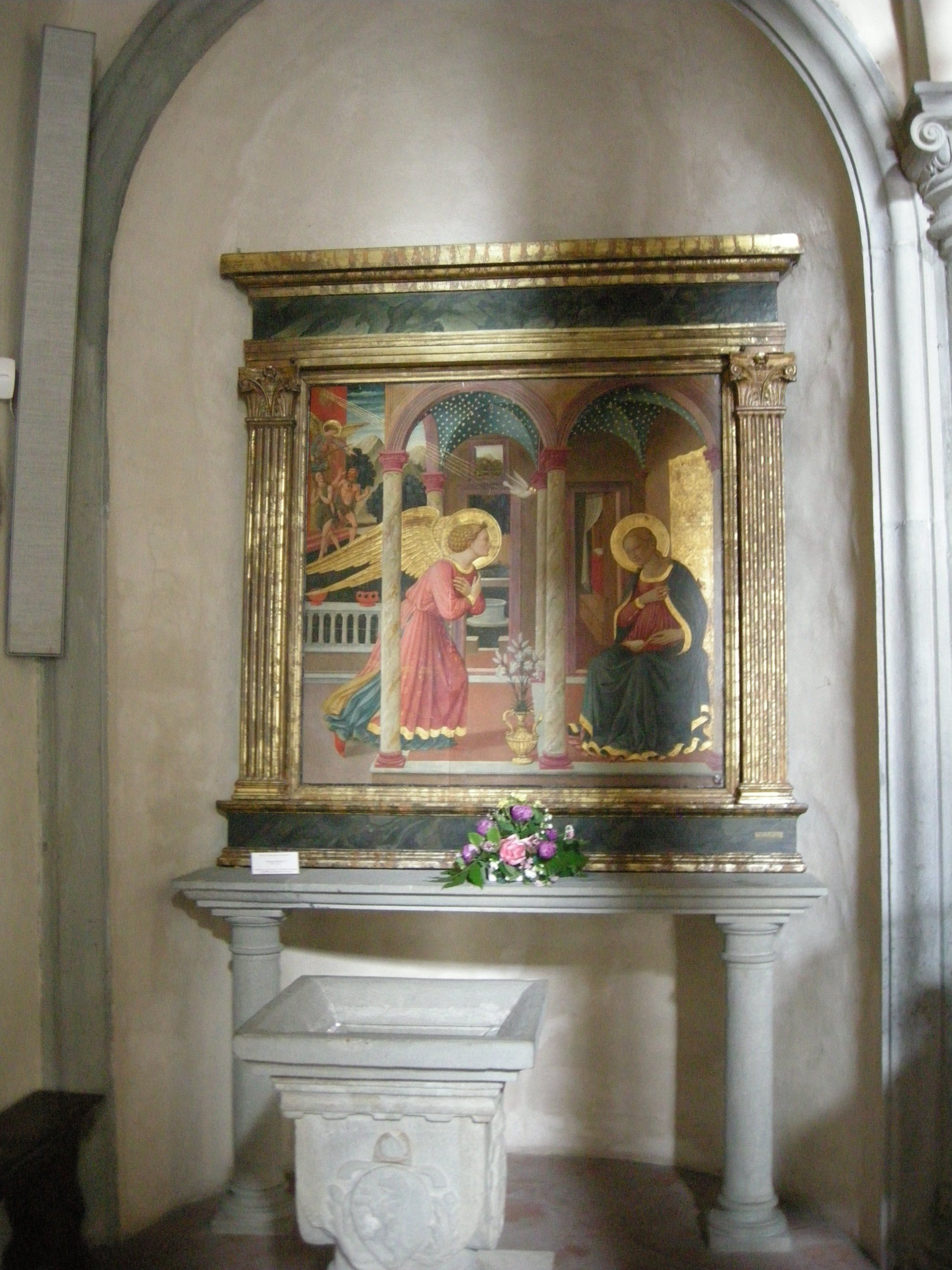
Annunciazione attribuita a Zanobi Machiavelli
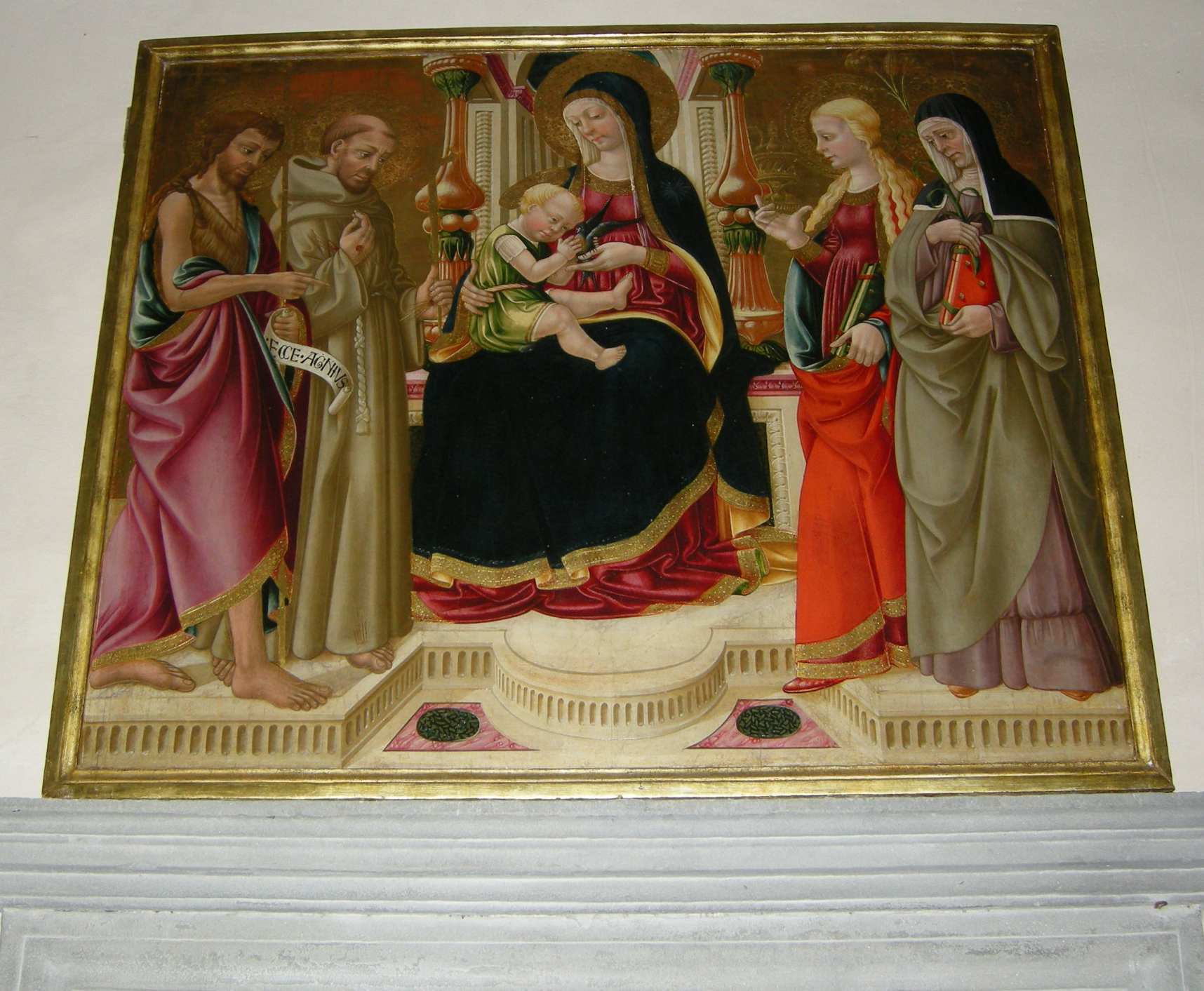
Madonna col Bambino e Santi di Neri di Bicci
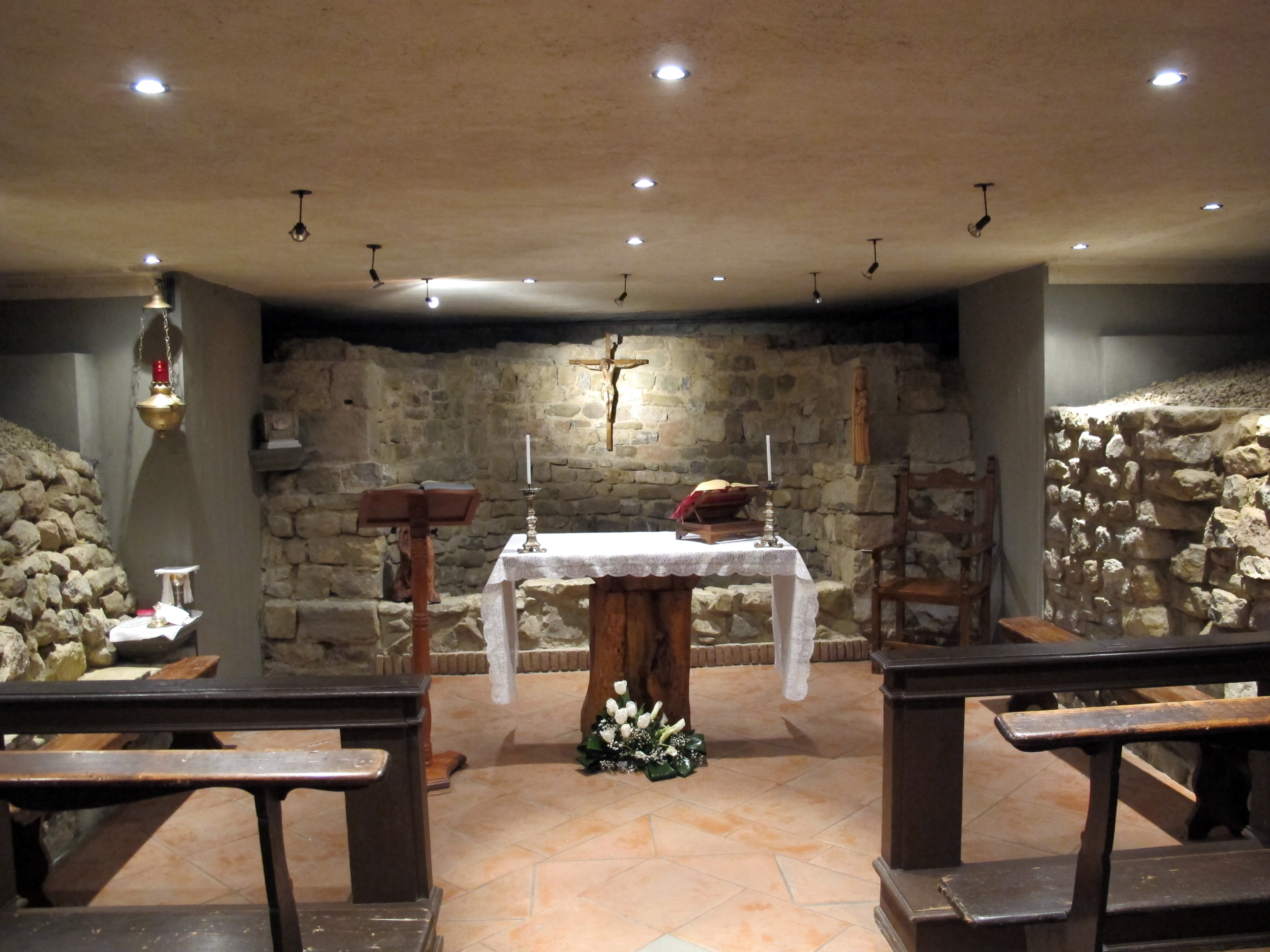
La cripta
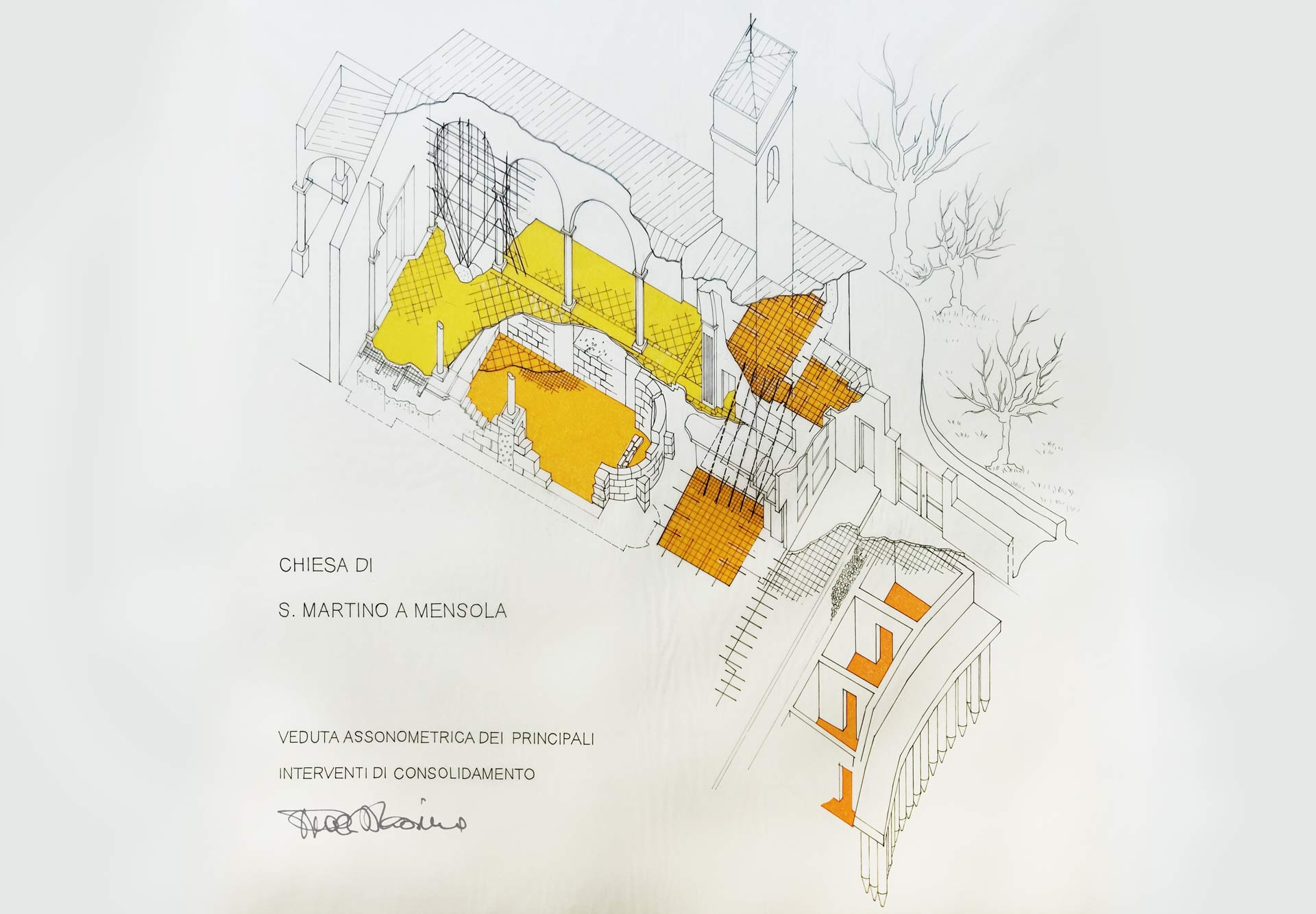
Veduta assonometrica dei principali interventi di consolidamento, effettuati dal professor architetto Massimo Ricci, nel 1995.